# Manglieu
Manglieu (prononcer [mɑ̃ljø], « Manlieu ») est une commune française située dans le département du Puy-de-Dôme, en région Auvergne-Rhône-Alpes.
Ses habitants, au nombre de 472 au recensement de 2022, sont appelés les Manglioquais et les Manglioquaises.

## Géographie

### Le bourg
Le conseil municipal du 28 juin 2022 a validé la dénomination des rues du bourg :
- chemins : de l'Ailloux, d'Auger, de Bernadelle, de la Buge Clause, des Croves, des Lauriers ;
- impasses : du Bief, du Champ Rouge, de la Forge ;
- passages : de l'Église Notre-Dame, de la Fontaine, du Moulin, du Pré au Moines, des Roses, de la Sagnette, Saint-Sébastien ;
- places : de l'Abbatiale, des Tilleuls ;
- routes : de Billom, de Sugères ;
- rues : des célibataires, du cimetière, des Gravières, du Pont Romain.

### Lieux-dits et écarts
Manglieu possède de nombreux lieux-dits : La Banne, Bonne Pause, Le Brugeron, Champsiaux, La Chapelle, Le Chat, Le Châtelet, Dagout, La Farge, Fourgat, Les Fourguis, La Grande Sarre, Grelinge, Jalatogne, Les Meuniers, Le Montel, Montmoy, Morel, La Petite Sarre, Perrot, Pourrat, La Ribeyre, Les Sagnes, Saint-Bonnet, Tarragnat, Lavaur, La Romandie, etc. Certains sont partagés entre plusieurs communes, comme La Gravière, dont la partie sud est dans la commune d'Aulhat-Flat.
| Sallèdes                          |          | Isserteaux   |
| Saint-Babel                       | Manglieu | Sugères      |
| Aulhat-Flat (Aulhat-Saint-Privat) |          | Sauxillanges |

### Climat
Pour des articles plus généraux, voir Climat d'Auvergne-Rhône-Alpes et Climat du Puy-de-Dôme.
En 2010, le climat de la commune est de type climat océanique dégradé des plaines du Centre et du Nord, selon une étude du Centre national de la recherche scientifique s'appuyant sur une série de données couvrant la période 1971-2000. En 2020, Météo-France publie une typologie des climats de la France métropolitaine dans laquelle la commune est exposée à un climat de montagne ou de marges de montagne et est dans la région climatique  Nord-est du Massif Central, caractérisée par une pluviométrie annuelle de 800 à 1 200 mm, bien répartie dans l’année. 
Pour la période 1971-2000, la température annuelle moyenne est de 10,9 °C, avec une amplitude thermique annuelle de 16 °C. Le cumul annuel moyen de précipitations est de 686 mm, avec 8,4 jours de précipitations en janvier et 6,8 jours en juillet. Pour la période 1991-2020, la température moyenne annuelle observée sur la station météorologique de Météo-France la plus proche, « Fayet-le-Château », sur la commune de Fayet-le-Château à 9 km à vol d'oiseau, est de 11,2 °C et le cumul annuel moyen de précipitations est de 889,9 mm,. Pour l'avenir, les paramètres climatiques de la commune estimés pour 2050 selon différents scénarios d'émission de gaz à effet de serre sont consultables sur un site dédié publié par Météo-France en novembre 2022.

## Urbanisme

### Typologie
Au 1er janvier 2024, Manglieu est catégorisée commune rurale à habitat très dispersé, selon la nouvelle grille communale de densité à sept niveaux définie par l'Insee en 2022.
Elle est située hors unité urbaine. Par ailleurs la commune fait partie de l'aire d'attraction de Clermont-Ferrand, dont elle est une commune de la couronne,. Cette aire, qui regroupe 209 communes, est catégorisée dans les aires de 200 000 à moins de 700 000 habitants,.

### Occupation des sols
L'occupation des sols de la commune, telle qu'elle ressort de la base de données européenne d’occupation biophysique des sols Corine Land Cover (CLC), est marquée par l'importance des territoires agricoles (69,8 % en 2018), une proportion identique à celle de 1990 (69,8 %). La répartition détaillée en 2018 est la suivante : prairies (52,1 %), forêts (30,2 %), zones agricoles hétérogènes (17,7 %). L'évolution de l’occupation des sols de la commune et de ses infrastructures peut être observée sur les différentes représentations cartographiques du territoire : la carte de Cassini (XVIIIe siècle), la carte d'état-major (1820-1866) et les cartes ou photos aériennes de l'IGN pour la période actuelle (1950 à aujourd'hui).

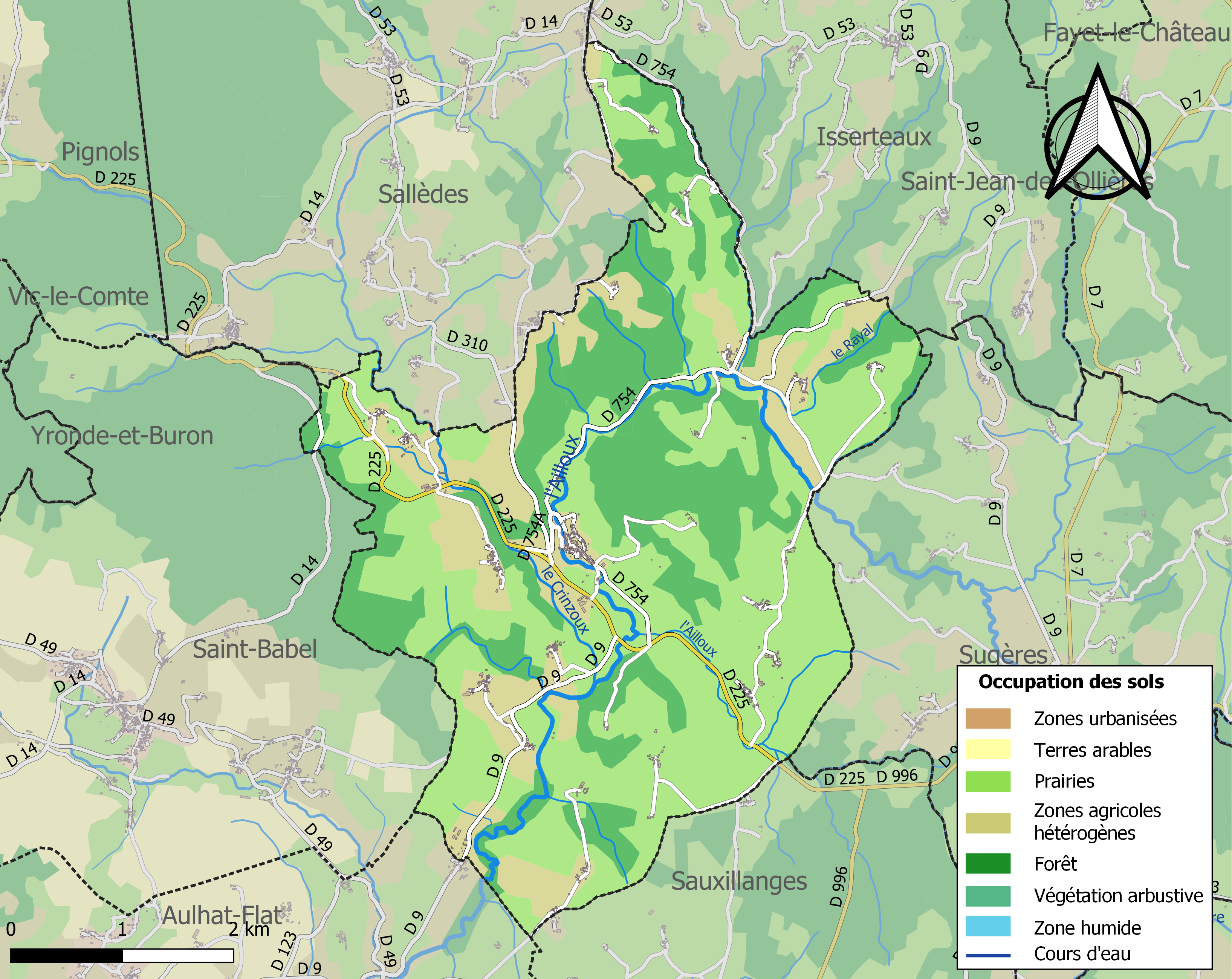
Carte des infrastructures et de l'occupation des sols de la commune en 2018 (CLC).

## Toponymie
Le nom Manglieu viendrait du latin Magnus Locus, dont la traduction littérale est "Grand Lieu".

## Histoire

### Atelier de poterie antique
Un Dr Flambin aurait effectué des recherches sur de la céramique gallo-romaine locale. Puis en 1958 Pierre-François Fournier mentionne une cale d'enfournement et de la céramique sigillée. Ph. Bet a l'occasion d'étudier un lot de mobilier recueilli en surface, étude qu'il publie en 2000. Il provient d'un petit atelier de poterie gallo-romain du IIe siècle.

### Abbaye de Manglieu
Une abbaye est fondée en 656.

## Politique et administration

### Découpage territorial
La commune de Manglieu est membre de la communauté de communes Mond'Arverne Communauté, un établissement public de coopération intercommunale (EPCI) à fiscalité propre créé le 1er janvier 2017 siégeant à Veyre-Monton, et par ailleurs membre d'autres groupements intercommunaux. De 2002 à 2016, elle était membre de la communauté de communes Allier Comté Communauté.
Sur le plan administratif, elle est rattachée à l'arrondissement de Clermont-Ferrand, à la circonscription administrative de l'État du Puy-de-Dôme et à la région Auvergne-Rhône-Alpes.
Sur le plan électoral, elle dépend du canton de Vic-le-Comte pour l'élection des conseillers départementaux, depuis le redécoupage cantonal de 2014 entré en vigueur en 2015, et de la quatrième circonscription du Puy-de-Dôme pour les élections législatives, depuis le dernier découpage électoral de 2010.

### Élections municipales et communautaires

#### Élections de 2020
Le conseil municipal de Manglieu, commune de moins de 1 000 habitants, est élu au scrutin majoritaire plurinominal à deux tours avec candidatures isolées ou groupées et possibilité de panachage. Compte tenu de la population communale, le nombre de sièges à pourvoir lors des élections municipales de 2020 est de 11. Sur les vingt-deux candidats en lice, onze ont été élus dès le premier tour, le 15 mars 2020, avec un taux de participation de 80,12 %.

#### Chronologie des maires
| Période                                  | Période                    | Identité                                        | Étiquette | Qualité                |
| ---------------------------------------- | -------------------------- | ----------------------------------------------- | --------- | ---------------------- |
| Les données manquantes sont à compléter. |                            |                                                 |           |                        |
| 1800                                     | 1817                       | Etienne Molinier                                |           |                        |
| 1817                                     | 1822                       | Jean-Baptiste-Victor de la Rochette             |           |                        |
| 1822                                     | 1832                       | François Dessaigne                              |           |                        |
| 1832                                     | 1836                       | François Montaigne                              |           |                        |
| 1836                                     | 1865                       | Jean-Félix Mourait                              |           |                        |
| 1865                                     | 1884                       | Jean-Baptiste Bayle                             |           |                        |
| 1884                                     | 1886                       | François Cussac                                 |           |                        |
| 1886                                     | 1888                       | Jean-Damien Farge                               |           |                        |
| 1888                                     | 1900                       | Jean-Hippolyte-Cyrille de la Rochette (Vicomte) |           |                        |
| ...                                      | ...                        | ...                                             | ...       | ...                    |
| mars 1971                                | mars 1989                  | Marcel Michy                                    |           | Agriculteur            |
| mars 1989                                | juin 1995                  | Gérard Robineau                                 |           | Directeur informatique |
| juin 1995                                | mars 2014                  | Philippe Juilles                                |           | Chef d'entreprise      |
| mars 2014 (réélue en 2020)               | En cours (au 22 août 2020) | Mme Michèle Brousse,                            | DVG       | Retraitée              |

## Population et société

### Démographie
Les habitants de la commune sont appelés les Manglioquais.
L'évolution du nombre d'habitants est connue à travers les recensements de la population effectués dans la commune depuis 1793. Pour les communes de moins de 10 000 habitants, une enquête de recensement portant sur toute la population est réalisée tous les cinq ans, les populations de référence des années intermédiaires étant quant à elles estimées par interpolation ou extrapolation. Pour la commune, le premier recensement exhaustif entrant dans le cadre du nouveau dispositif a été réalisé en 2006.

En 2022, la commune comptait 472 habitants, en évolution de +2,16 % par rapport à 2016 (Puy-de-Dôme : +2,1 %, France hors Mayotte : +2,11 %).
| 1793  | 1800 | 1806  | 1821  | 1831  | 1836  | 1841  | 1846  | 1851  |
| ----- | ---- | ----- | ----- | ----- | ----- | ----- | ----- | ----- |
| 1 174 | 817  | 1 124 | 1 303 | 1 426 | 1 676 | 1 663 | 1 708 | 1 676 |

| 1856  | 1861  | 1866  | 1872  | 1876  | 1881  | 1886  | 1891  | 1896  |
| ----- | ----- | ----- | ----- | ----- | ----- | ----- | ----- | ----- |
| 1 221 | 1 436 | 1 384 | 1 340 | 1 313 | 1 228 | 1 176 | 1 112 | 1 084 |

| 1901  | 1906 | 1911  | 1921 | 1926 | 1931 | 1936 | 1946 | 1954 |
| ----- | ---- | ----- | ---- | ---- | ---- | ---- | ---- | ---- |
| 1 021 | 991  | 1 012 | 905  | 816  | 755  | 649  | 592  | 547  |

| 1962 | 1968 | 1975 | 1982 | 1990 | 1999 | 2006 | 2011 | 2016 |
| ---- | ---- | ---- | ---- | ---- | ---- | ---- | ---- | ---- |
| 481  | 405  | 384  | 400  | 421  | 411  | 431  | 465  | 462  |

| 2021 | 2022 | - | - | - | - | - | - | - |
| ---- | ---- | - | - | - | - | - | - | - |
| 470  | 472  | - | - | - | - | - | - | - |

## Culture locale et patrimoine

### Lieux et monuments

#### Église Saint-Sébastien

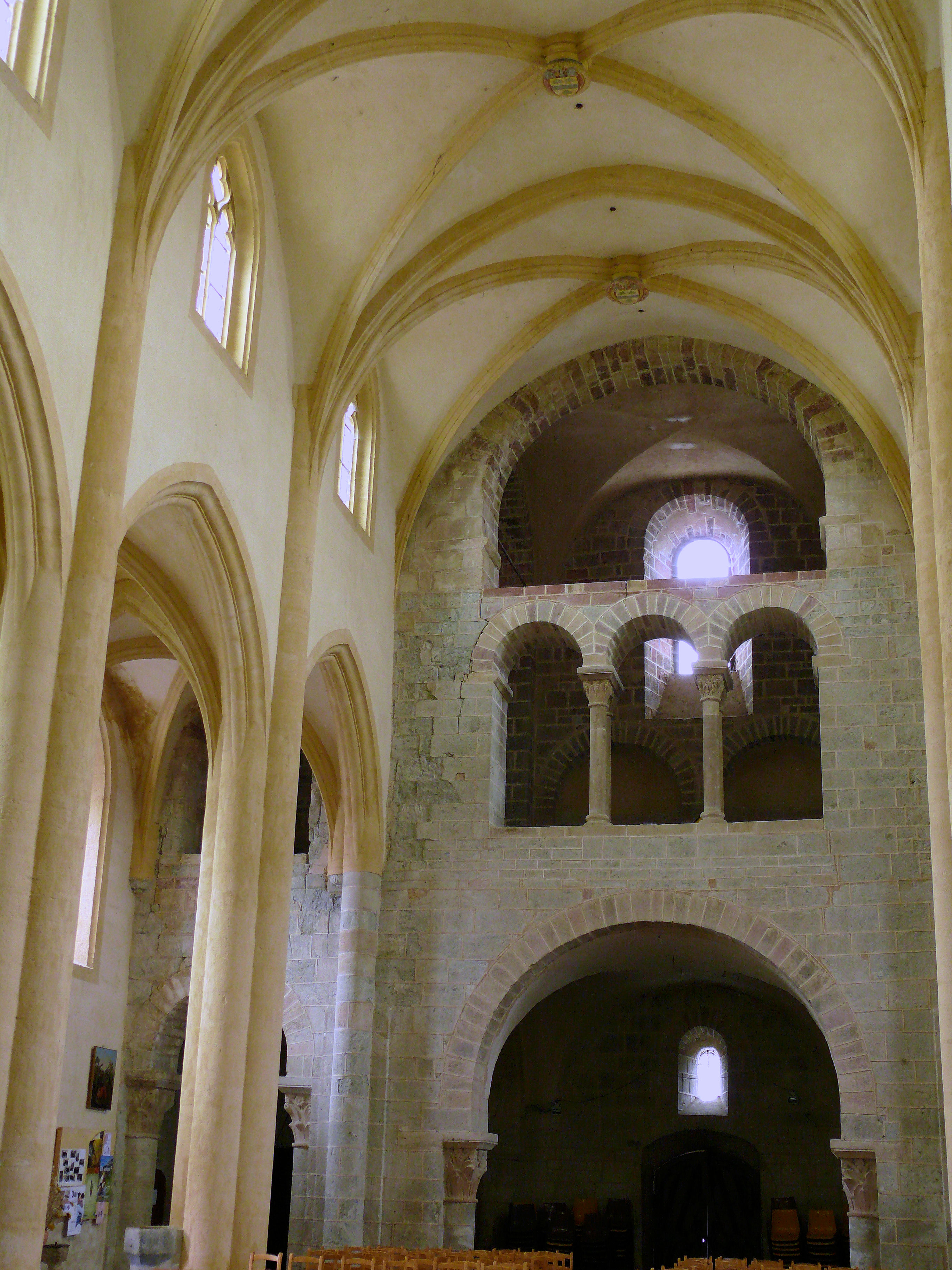
Mur de séparation du narthex avec la nef.

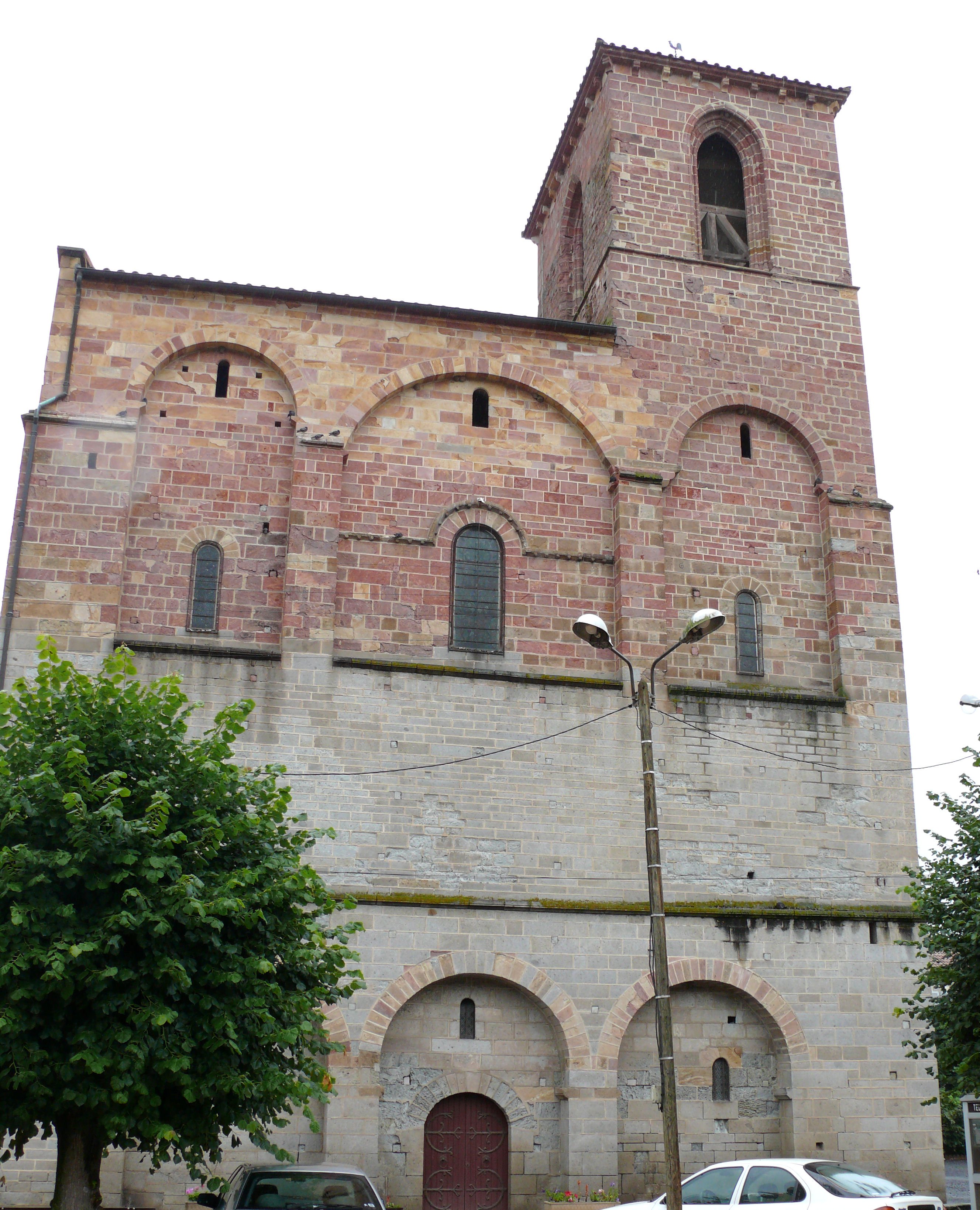
Porche occidental.

L'église Saint-Sébastien est l'ancienne abbatiale construite à partir du XIIe siècle, elle a été classée monument historique en 1840.
Gallia Christiana raconte la légende d'un prêtre Magnus qui revenant de Rome avec un sachet qu'il avait rempli de la poussière se trouvant autour du tombeau de saint Sébastien, à une époque non précisée, se serait reposé à Manglieu. Quand il décida de reprendre son chemin, il ne put retirer le sachet qu'il avait accroché à la branche d'un arbre. Devant cette impossibilité, il eut la révélation qu'il devait construire en ce lieu une église consacrée à saint Sébastien. Le nom du lieu, Manglieu, viendrait de Magnus locus.
L'église avait reçu en 959 des reliques de saint Sébastien rapportées de Soissons. Elle est placée sous ce vocable à cette date.
Le monastère de Manglieu a été fondé au VIIe siècle par l'évêque de Clermont, saint Genès de Clermont († vers 660 ou 662). Cela en fait une des plus anciennes abbayes de l'Auvergne car des textes la mentionne au IXe siècle.
Certains historiens, comme Mallay dans ses Essais sur les églises du Puy-de-Dôme de 1838, ont écrit que le monastère aurait été pris sous sa protection par Charlemagne, et reconstruit par Louis le Pieux, en 812, alors qu'il était roi d'Aquitaine, ou en 819. Le privilèges de l'abbaye ont été confirmés par le roi Pépin Ier d'Aquitaine en 834. Le monastère aurait subi des destructions au cours d'une invasion normande. L'abbaye a été chef d'ordre jusqu'en 1716, puis est rattachée à l'abbaye de Cluny. Elle est supprimée en 1777.

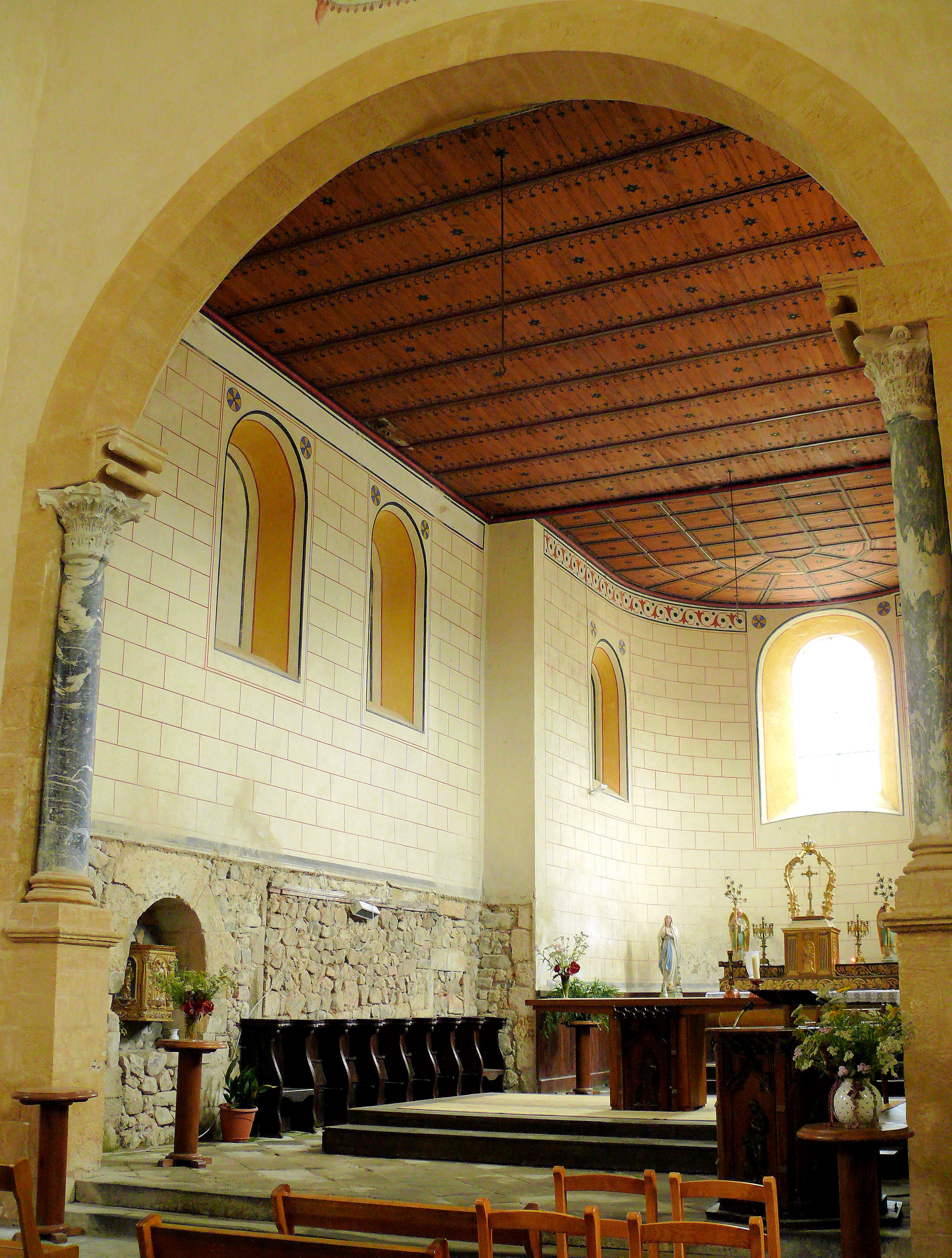
Arc triomphal avec le chœur et l'abside.

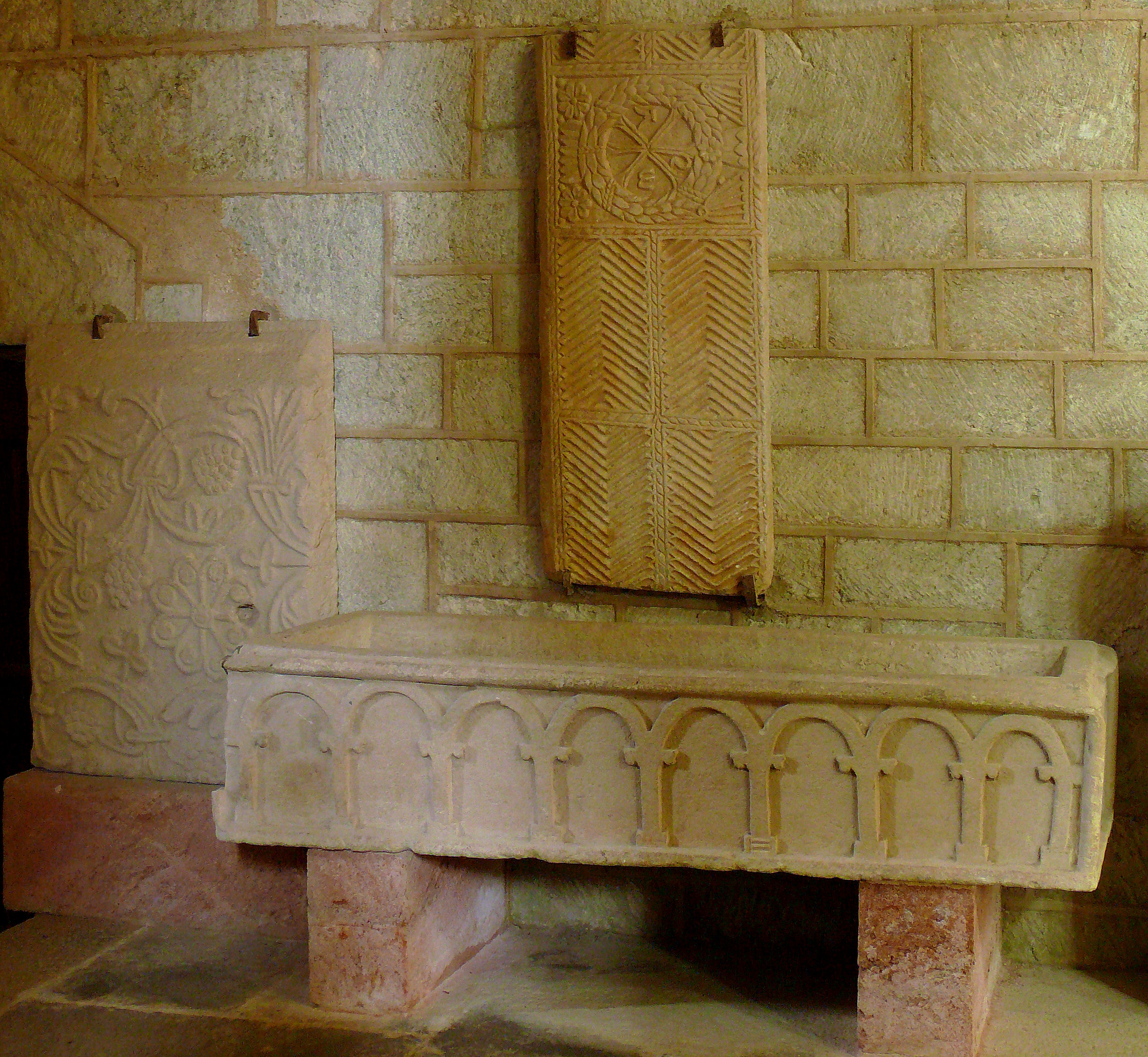
Les cercueils des.

La grande ancienneté de l'abbaye peut aussi être montrée par la présence dans l'ancienne abbatiale d'un cercueil roman remontant au XIe siècle, mais surtout par les deux plaques tumulaires dont une est richement décorée d'un chrisme que des spécialistes font remonter au commencement du VIe siècle. Cette plaque appartient à l'école d'Aquitaine.
Le chœur à chevet plat est d'un style très simple, préroman. Ce chœur est l'église mérovingienne construite sur un plan presque carré (7,14 × 7,17 m). Il est ouvert sur la nef par un arc triomphal orné par deux colonnes antiques en marbre cipolin portant des chapiteaux corinthiens en marbre des Pyrénées inspirés de l'antique. On peut voir des exemples semblables datant du VIIe siècle à Jouarre, Poitiers ou Nantes. Le chœur est prolongé à l'est par l'abside arrondie à l'intérieur alors que le mur est plat à l'extérieur. Cette partie de l'église est un des plus vieux bâtiments d'Auvergne que les spécialistes rapprochent de l'église Saint-Genès de Coudes.
D'importantes restaurations de l'église sont faites à partir du XIIe siècle. Il en subsiste un narthex avec tribune à l'ouest qui reprend l'architecture qu'on peut voir dans les grandes églises d'Auvergne et s'ouvrant sur la nef centrale par trois arcades en plein cintre, et par deux arcades sur les nefs latérales. Il comprend trois vaisseaux. Le mur occidental de la travée centrale de la tribune est creusé de deux niches cintrées ressemblant à des absidioles. On retrouve à Notre-Dame-du-Port, à la tribune occidentale de Saint-Benoît-sur-Loire et à Romainmoutier.
Le clocher carré surmontant le narthex a été remonté, vers 1610, par l'abbé Guillaume II Montmorin d'après la Gallia Christiana.
La nef a été reconstruite au XVIe siècle au-dessus des murs latéraux romans mais percés de fenêtres gothiques. La Gallia Christiana indique que l'abbé Claude Du Prat restaura l'église, la salle capitulaire et les autres bâtiments monastiques en 1517. Le même texte indique que l'abbé Chazeron a construit le réfectoire en 1550. La disposition de la dernière travée près du chœur, plus courte que les autres, laisse à penser que cette reconstruction n'a pas été terminée et devait entraîner la démolition du chœur.
On trouve aussi un bénitier en marbre quadrilobé et des fonts baptismaux.
Il subsiste quelques éléments du cloître sur le flanc nord de l'abbatiale.

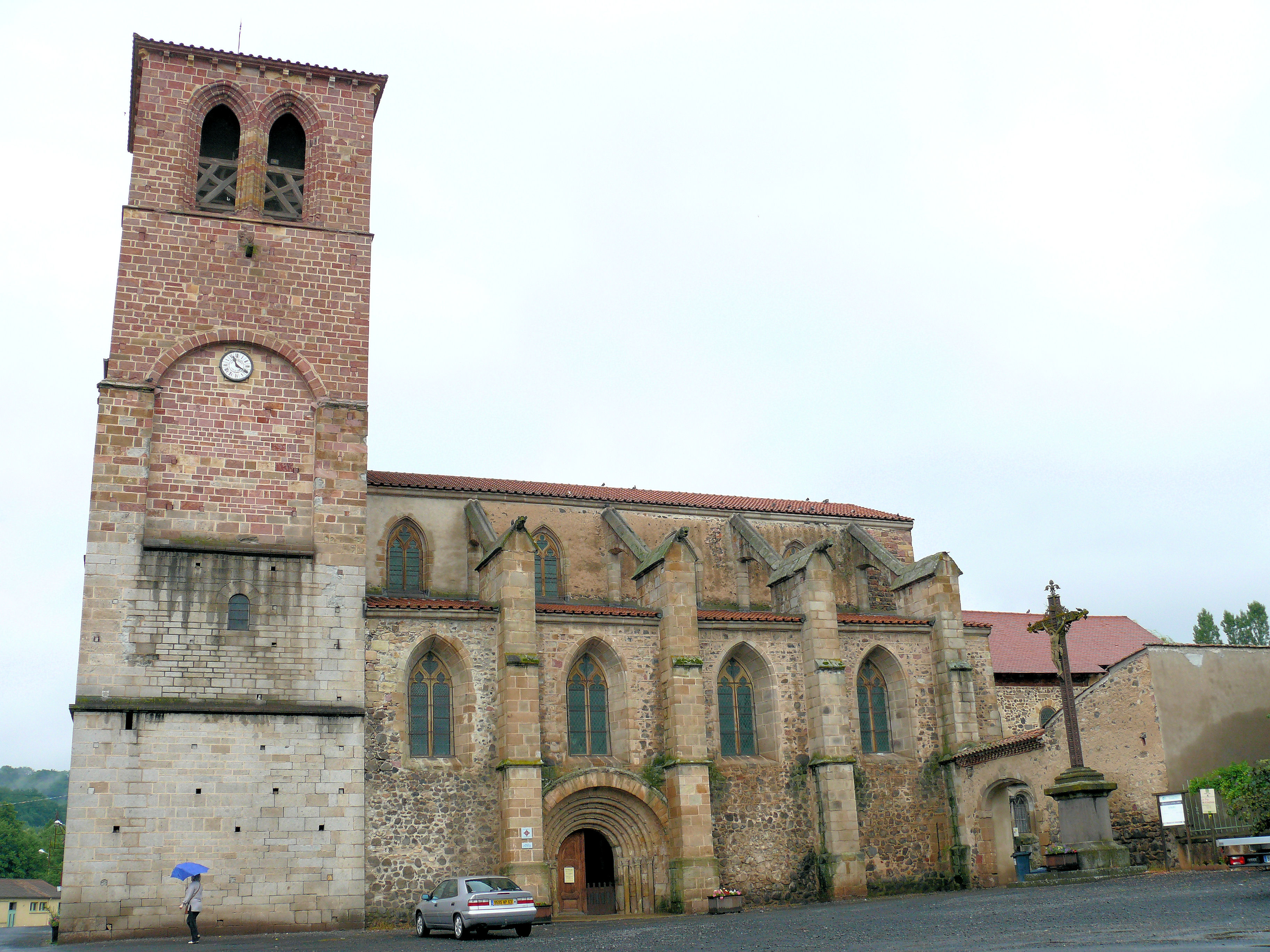
Vue d'ensemble de l'abbatiale.
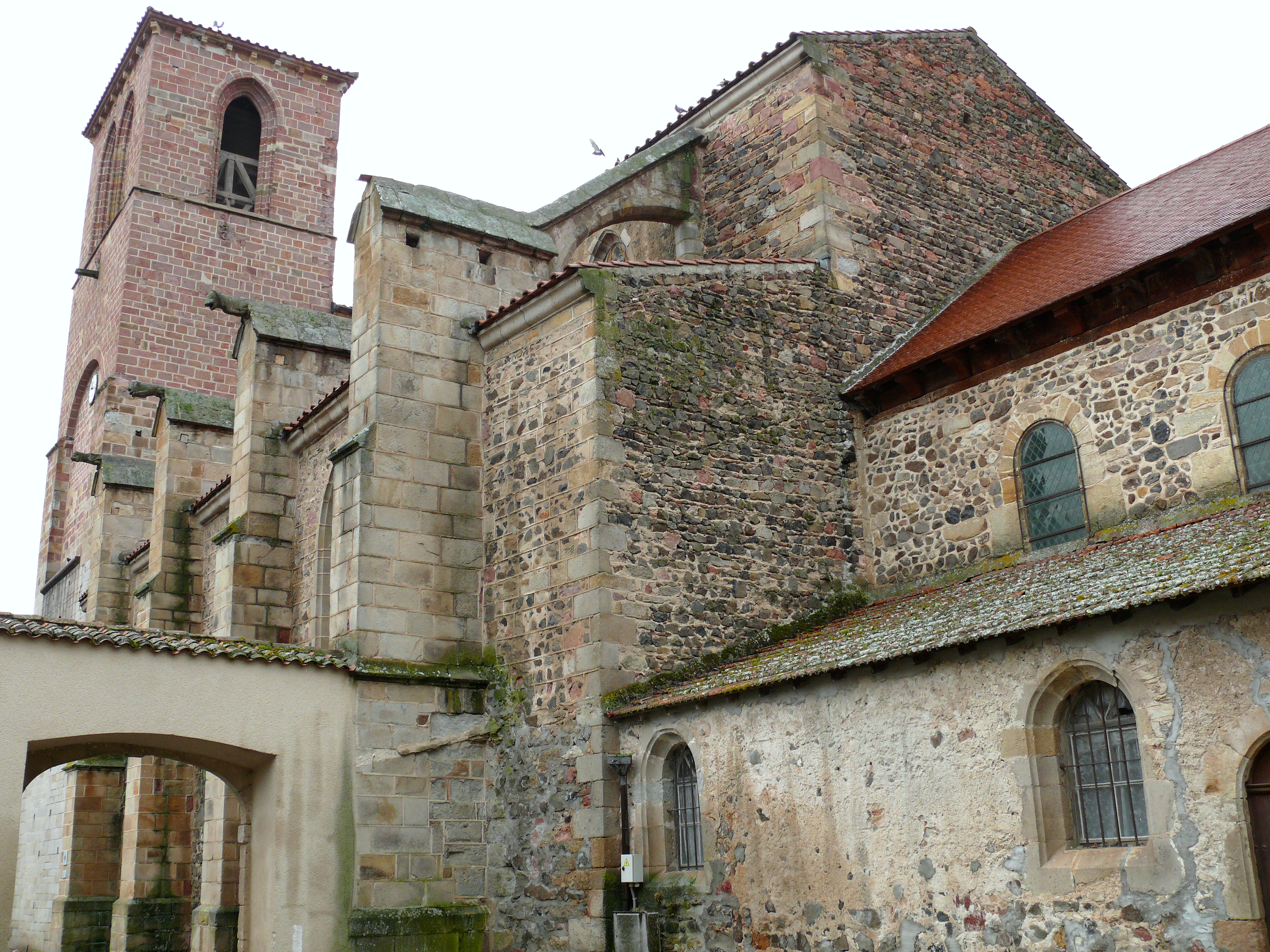
Raccord entre la partie gothique et le chœur préroman.
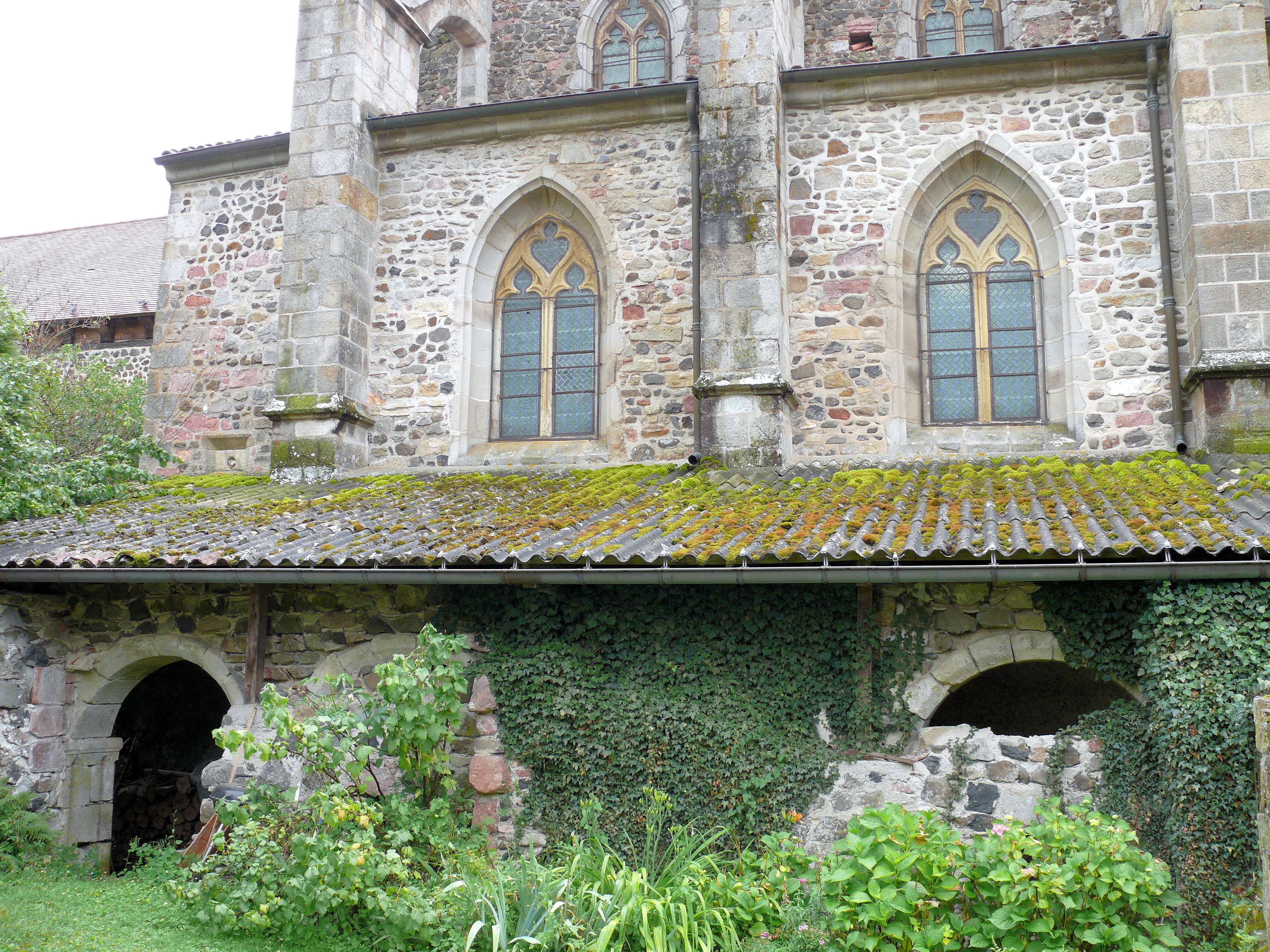
Vestiges du cloître.
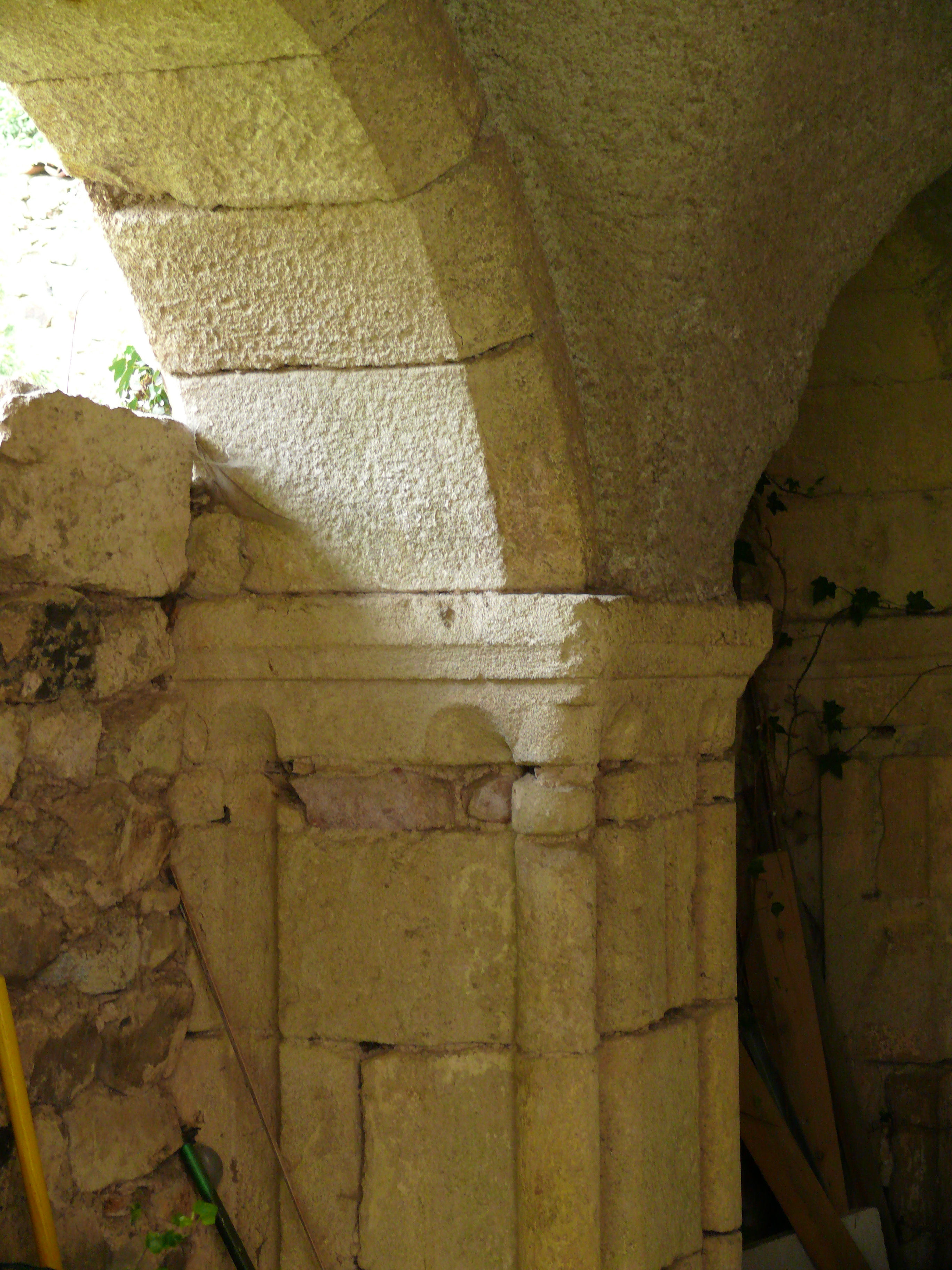
Pilier du cloître.
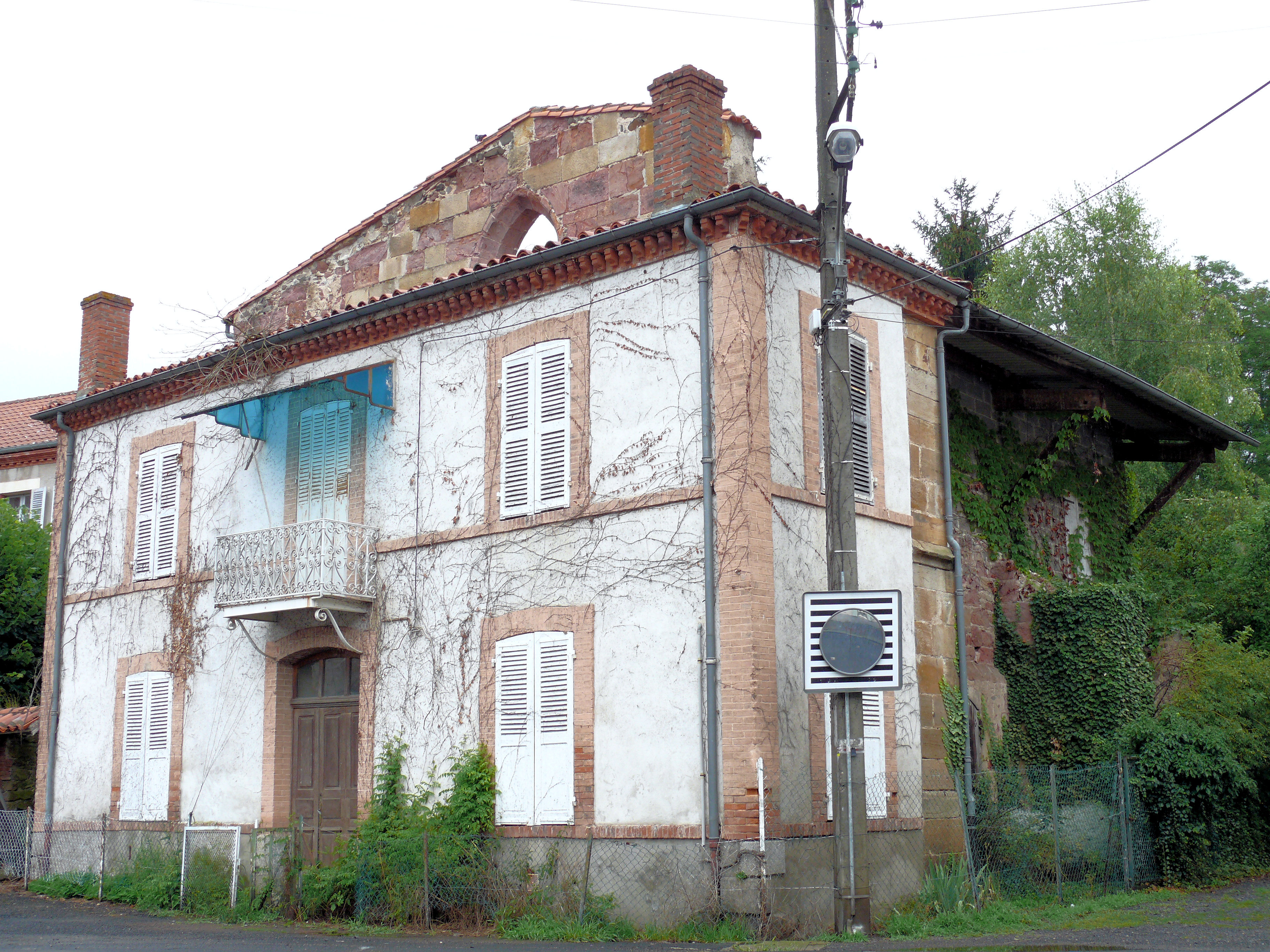
Maison avec les restes de l'ancienne église paroissiale.

#### Ancienne église paroissiale Notre-Dame
Cette église du XVe siècle se trouvait sur l'actuelle place du village. Elle a été vendue à des particuliers à la Révolution. Des éléments de cette église sont encore visibles aujourd'hui, englobés dans une maison particulière. Le bâtiment est inscrit au titre des monuments historiques depuis 1965,.

### Divers
- La commune de Manglieu est adhérente du parc naturel régional Livradois-Forez.
- L'église de Manglieu a été choisie par Christophe Barratier comme lieu de tournage pour le film Les Choristes. À noter que tous les éléments religieux ont été enlevés pour le tournage afin de donner une impression de lieu neutre tout en gardant une acoustique parfaite.